# 299 (liczba)
299 (dwieście dziewięćdziesiąt dziewięć) – liczba naturalna następująca po 298 i poprzedzająca 300.

## W matematyce
- 299 to nieparzysta liczba złożona z dwoma czynnikami pierwszymi[1].
- 299 jest numerem własnym, co oznacza, że ma 298 części całkowitych[2].
- 299 to dwunasta liczba ciasta, czyli maksymalna liczba kawałków, jaką można uzyskać z 12 kawałków sześcianu[3].
- 299 to liczba genialna, co oznacza, że jest iloczynem 2 liczb pierwszych, z których każda ma tę samą liczbę cyfr[4].